# سیارک ۱۰۰۰۰
سیارک ۱۰۰۰۰ (به انگلیسی: 10000 Myriostos، نام‌گذاری: 1951SY) ده هزارمین سیارک کشف شده‌است که در ۳۰ سپتامبر ۱۹۵۱ کشف شد.
قدر مطلق سیارک برابر ۱۵٫۳۰ است.